# Noize MC

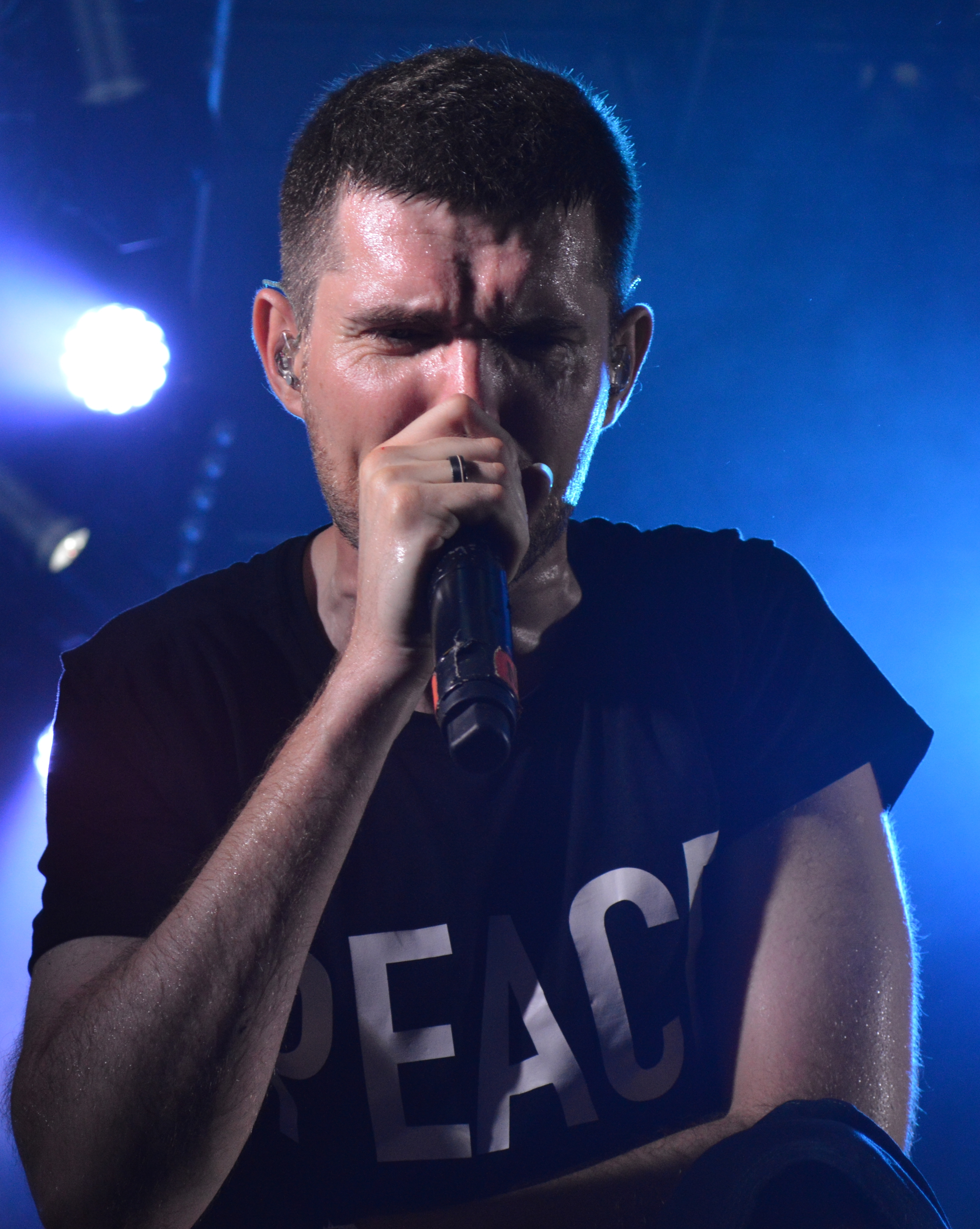
Noize MC auf dem MRPL City Festival in Mariupol (2018)

Noize MC (bürgerlich Iwan Alexandrowitsch Alexejew, russisch Иван Александрович Алексеев, * 9. März 1985 in Jarzewo) ist ein russischer Rapper, Schauspieler und Aktivist.

## Biografie
Er besuchte mit zehn Jahren eine Musikschule und gründete mit dreizehn seine erste Band. Im Jahr 2002 schloss er die Schule ab, zog nach Moskau um und studierte dort an der Russischen Staatlichen Geisteswissenschaftlichen Universität. Er nahm an mehreren Battle-Rap-Wettbewerben in Moskau teil und gewann Preise. Im März 2005 war er der Juror eines dieser Wettbewerbe. Im Mai desselben Jahres zog er vom Wohnheim der Universität in eine Wohnung auf dem Arbat um und war als Straßenkünstler tätig.
Im Sommer 2006 unterzeichnete er seinen ersten Vertrag mit dem Musiklabel Respect Production. Später im selben Jahr unterzeichnete er einen Vertrag mit Universal Music Group. Sein Debüt als Filmschauspieler war 2008 im Film Rosygrysch, dessen Soundtrack er ebenfalls komponiert hat. Sein erstes Studioalbum veröffentlichte er am 17. Juni 2008. Im Oktober 2009 gewann er den Jahrespreis RAMP (Rock Alternative Music Prize) des Musikkanals A-One.
Alexejew wurde landesweit bekannt, als er 2010 ein Protestmusikvideo über den Lukoil-Vizepräsidenten Anatoli Barkow veröffentlichte, der an einem Autounfall, durch den zwei Frauen gestorben waren, beteiligt war. Er gab Interviews für RFE/RL, Echo Moskwy, Russki Newsweek und Nowaja gaseta und wurde in ausländischen Medien, wie dem Wall Street Journal und der der Welt erwähnt.
Im Dezember 2011 nahm Alexejew an einer Demonstration gegen Korruption und den Mangel an Demokratie in Russland teil.
Im August 2014 gab er ein Konzert in der ukrainischen Stadt Lwiw, in dem er die ukrainische Flagge trug und sagte, dass das Konzert den Opfern des „Informationskrieges“ gewidmet ist. Daraufhin wurden sechzig Prozent seiner Konzerte abgesagt und er wurde mehrmals von der Polizei wegen angeblicher Drogendelikte und Bombendrohungen überprüft.
Nach dem Beginn des Russischen Überfalls auf die Ukraine 2022 zog Alexejew nach Vilnius um. Im selben Jahr war er mit Monetotschka in der Tschechischen Republik, Deutschland, Lettland, Litauen und Polen auf der Tournee „Voices of Peace“, um gegen den Krieg zu demonstrieren. Dabei haben sie für wohltätige Zwecke zugunsten von Flüchtlingen 340.000 € gesammelt.
Am 18. November 2022 setzte das Justizministerium der Russischen Föderation Alexejew auf die Liste ausländischer Agenten. Die Begründungen dafür waren, dass er gegen die „militärische Spezialoperation“ in der Ukraine ist, Russland verlassen hat und auf ausländischen Wohltätigkeitskonzerten aufgetreten war, um ukrainischen Bürgern zu helfen. Im Januar 2025 spielte er vor 10.000 Russen im Wembley zusammen mit anderen russischen Künstlern. Das nannte sich als lautmalerische Variante von ausländischer Agent INOI.

## Diskografie

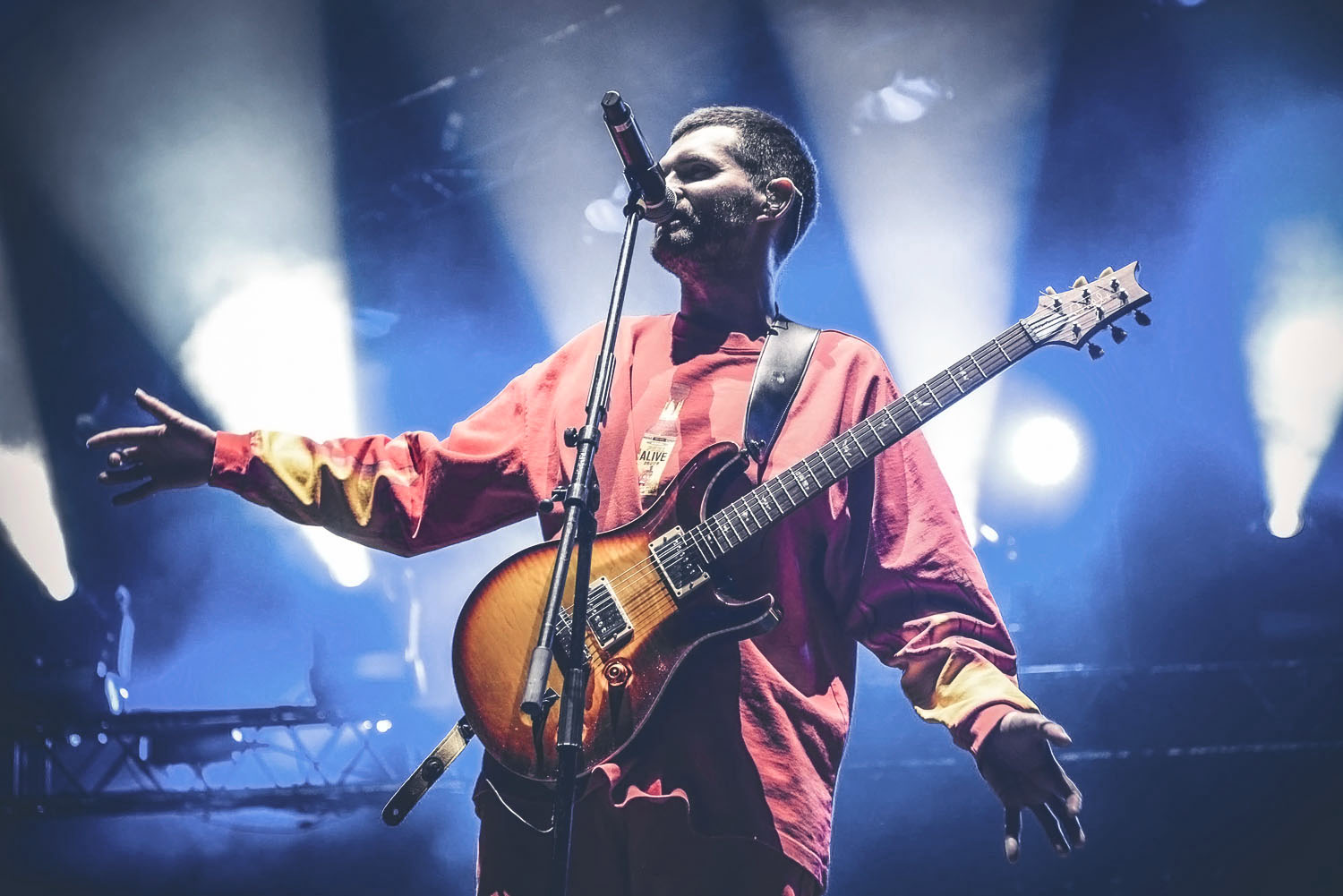
Noize MC auf dem STEREOLETO Festival in Sankt Petersburg (2020)

### Studioalben
- 2008: The Greatest Hits Vol.1
- 2009: Saundtrek K k/f «Rosygrysch»
- 2010: Posledni albom
- 2012: Nowy Albom
- 2013: Nerasbericha
- 2014: Protivo Gunz
- 2014: Hard Reboot
- 2016: Царь Горы
- 2018: Chipchopera: Orfei & Ewridika
- 2021: Wychod W Gorod
- 2025: Не все дома

### Live-Alben
- 2015: *kustik*
- 2019: XV
- 2022: Voyager-2 (Live At Stadium)

### EPs
- 2017: No Comments

### Singles (Auswahl)
- 2009: Выдыхай
- 2009: Моё Море
- 2010: Устрой дестрой (mit Чача)
- 2010: Ты не считаешь
- 2012: Вселенная Бесконечна?
- 2013: Жвачка
- 2015: Иордан (mit Atlantida Project)
- 2016: чайлдфри (mit Monetotschka)
- 2016: Грабли
- 2017: Детка, послушай
- 2017: В темноте
- 2018: Люди с автоматами (mit Monetotschka & Swanky Tunes)
- 2019: Chasing The Horizon (mit Sonny Sandoval)
- 2020: Катацумури (mit Linda)
- 2020: Вояджер-1

## Filmografie
- 2008: Rosygrysch
- 2015: Pro ljubow
- 2020: Igrai so mnoi